# Nationale Front
Nationale Front (NF) (egentlig: Nationale Front der Deutschen Demokratischen Republik) var et samarbejdsorgan for de såkaldt demokratiske partier og masseorganisationer i DDR. Organisaitonen blev etableret den 30. marts 1950 i forbindelse med forberedelserne til det første valg til DDR's parlament, Volkskammer. Som led i DDR's valgsystem blev partierne og organisationerne i den Nationale Front hver tildelt et på forhånd fastsat antal mandater til Volkskammer. Kandidaterne til valget blev herefter opstillet på en "enhedsliste", som vælgerne så kunne acceptere eller forkaste. Vælgerne kunne dog ikke tilkendegive, om hvilke kandidater på listen som de foretrak frem for andre. 
Som led i DDR's enhedslistevalgsystem var det kun partier og organisationer, der var med i NF, der kunne stille op til valgene til Volkskammer. Ved DDR's sammenbrud i 1989 blev NF opløst.
Nationale Front havde kun to formænd i sin levetid – Erich Correns, der var formand fra 1950 til 1981 og Lothar Kolditz, der sad fra 1981 til nedlæggelsen i 1989.
Ved det sidste valg til Volkskammer i 1990, der samtidig var det eneste reelt frie valg, led Nationale Fronts kandidater et stort nederlag, mens vestligt inspirerede lister som Allianz für Deutschland med det reformerede østtyske CDU og det mindre Demokratischer Aufbruch med bl.a. den senere kansler Angela Merkel i front, stormede frem.

## Medlemsorganisationer
- Sozialistische Einheitspartei Deutschlands (nu Die Linke)
- Christlich-Demokratische Union (fusioneret med det vesttyske CDU)
- Liberal-Demokratische Partei Deutschlands (fusioneret med FDP)
- Demokratische Bauernpartei Deutschlands (fusioneret med CDU)
- National-Demokratische Partei Deutschlands (fusioneret med FDP)

- og masseorganisationerne:
- Freier Deutscher Gewerkschaftsbund (nedlagt)
- Freie Deutsche Jugend (eksisterer stadig)
- Demokratischer Frauenbund Deutschlands (nu DFB)
- Kulturbund der DDR